# 랍비 문학
랍비 문학(Rabbinic literature)이란 넓은 의미에서 전체 유태인의 역사를 통하여 모아진 모든 작품이라고 할 수 있다. 그러나 이 용어는 종종 중세와 현대 랍비 문학과 반대되는 탈무드 시대의 문학에 특별히 언급된다. 특별한 점에에서 랍비 문학이란 탈무드, 미드라쉬이다.

## 미쉬나 문학
미쉬나와 토세프타Tosefta ( 200CE 이전에 편집된)은 가장 초기의 랍비 문학 작품들이다. 유대주의 구전 법을 발전시키고 윤리적인 가르침을 설명하고 있다.  2개의 탈무드가 있다;:
- 예루살렘 탈무드, c. 450 CE
- 바벨론 탈무드, c. 600 CE
- 소품들(바벱론 탈무드의 부분)

## 미드라쉬
미드라쉬는 히브리어로 성경본문을 읽는 방법과 관련되어 있다. 성경이나 미시나에 대한 주석과 같은 것으로 율법형태로 주석적, 설교적, 이기적 작품의 형태에 있는 미드라쉬 가르침을 모아 놓은 것이다.